# 長孫行布
長孫行布（577年—604年），盩厔县（今陕西省西安市周至县）人，祖籍河南郡洛陽县（今河南省洛阳市东），北周光禄大夫長孫兕之孙，隋朝左领军将军長孫晟长子。

## 生平
長孫行布也富于谋略，有父亲长孙晟的风采。长孙行布以漢王楊諒库真为起家官，非常受杨谅的亲近。之后杨谅在并州起兵谋逆，杨谅率领部下南下抗拒中央军，留长孙行布守城。长孙行布于是和豆卢毓关闭城门抵抗杨谅，城市失陷后长孙行布被杀，时年虚岁廿八。隋炀帝杨广下诏书褒奖，赠予长孙行布仪同三司、赐给物品五百段。大业元年二月廿三日（605年3月18日），长孙行布葬于长安城南小陵原永寿乡皇泉里。长孙行布的弟弟长孙恒安因为他的功劳，被授予鹰扬郎将。